# Трогонові
Трогонові (Trogonidae) — родина птахів, єдина родина свого ряду, може бути базальною формою ряду зозулеподібних (Coraciiformes). Зазвичай в родині виділяють 8 родів та близько 34 видів. Найвідоміший вид — квезаль.
Представники родини є єдиними тваринами, що характеризуються гетеродактилією, тобто розташуванням пальців два проти двох. Довжина тіла представників 23-40 см. Крила короткі, широкі, хвіст зазвичай довгий. Дзьоб широкий. Навколо очей по голому кільцю. Оперення рихле, на спині часто зелене, блискуче, на інших частинах тіла — контрастне поєднання червоного, синього, жовтого кольорів. Мешкають в тропічних лісах Азії, Африки і Америки. Це моногамні птахи. Гніздяться в дуплах і порожнечах термітників. У кладці 2—4 яйця, які висиджують обидва батьки. Годуються ці птахи, злітаючи з гілки і хапаючи на льоту комах або зриваючи дрібні плоди; живляться також дрібними молюсками і плазунами.

## Систематика
- Африканський трогон (Apaloderma) — 3 види
- Суматранський трогон (Apalharpactes) — 2 види
- Вухатий трогон (Euptilotis) — 1 вид
- Азійський трогон (Harpactes) — 10 видів
- Квезал (Pharomachrus) — 5 видів
- Кубинський трогон (Priotelus) — 2 види
- Трогон (Trogon) — 23 види